# Цивільний знак СС

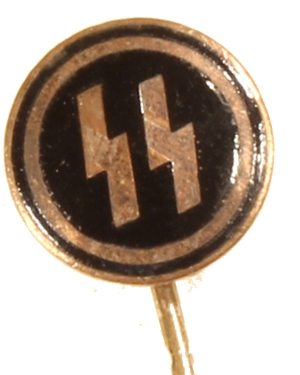
Цивільний знак СС, який належав Герману Сенковскі

Цивільний знак СС (нім. SS-Zivilabzeichen (SS-ZA)) — нагрудний знак, який вручався членам СС в період з 1933 до 1938 року.

## Опис
Цивільний знак СС — це невеликий нагрудний знак, який носили на цивільному одязі, щоб демонструвати членство в СС. Найчастіше знак вручався членам Поліції безпеки, які були ветеранами СС.
Існувало дві версії знаку: стандартна версія з кольорового металу та дорожча зі срібла. У випадку втрати знаку, за додаткову плату пропонувався знак із застібкою.
Кожен знак мав номер, який відповідав номеру наказу про нагородження. Член СС разом із знаком отримував в особову справу запис про нагородження, в якому вказувався номер знаку. Адольф Гітлер володів почесним знаком № 1, який зберігався в його апартаментах у Мюнхені, доки в 1945 році його разом з іншими особистими речами Гітлера не вкрав старший лейтенант Філіп Бен Лібер. Всі ці речі він продав колекціонерам Стівену Вульфу та Нілу Гардіну. В 2013 році весь набір купив колекціонер військового антикваріату Крейг Готтліб.

## Умови нагородження
Особливі умови для отримання знаку не встановлювались:
1. членство в СС не менше 6 місяців;
2. письмовий запит в Головне управління СС.

## Члени СС, які мали цивільний знак
| Ім'я                                | Номер знака | Дата отримання |
| ----------------------------------- | ----------- | -------------- |
| Адольф Гітлер                       | 1           | 20 квітня 1930 |
| Генріх Гіммлер                      | 2           |                |
| Ернст-Георг Альтнер                 | 1 117       |                |
| Фрідріх Альперс                     | 1 255       |                |
| Адольф Айхман                       | 6 375       |                |
| граф Георг-Геннінг фон Бассевіц-Бер | 16 433      |                |
| Фрідріх Зур                         | 36 786      |                |
| Ганс Каммлер                        | 55 555      |                |
| Людольф фон Альвенслебен            | 64 820      |                |
| Густав Ломбард                      | 72 723      |                |
| Генріх Рохолль                      | 82 619      |                |
| Еріх Деппнер                        | 130 901     |                |
| Вальтер Шелленберг                  | 130 902     | 1934           |
| Мартін Кемніц                       | 143 666     |                |
| Ернст Кальтенбруннер                | 160 180     |                |
| Герман Сенковскі                    | 169 582     |                |
| Франц Зікс                          | 180 320     |                |
| Лео фон Єна                         | 192 576     |                |
| Альфред Науйокс                     |             | 1 вересня 1931 |
| Фрідріх Панцінгер                   |             | 1937           |
| Рудольф Тернедде                    |             |                |
| Ганс Бахлер                         |             |                |
| Альберт Бартельс                    |             |                |
| Карл-Гайнц Бюлер                    |             |                |
| Макс де Крініс                      |             |                |
| Вернер Ґьотч                        |             |                |
| Вільгельм Гарстер                   |             |                |
| Отто Раш                            |             |                |
| Вернер Воде                         |             |                |
| Мартін Зандбергер                   |             |                |

## Сучасний статус
Відповідно до закону Німеччини про порядок нагородження орденами та про порядок носіння від 26 липня 1957 року (нім. Gesetz uber Titel, Orden und Ehrenzeichen) носіння Цивільного знаку СС, його публічна демонстрація і поширення забороняються.